# Макарий (Дарский)
Епископ Макарий (в миру Михаил Фёдорович Дарский; 1842, Тула — 7 (19) сентября 1897) — епископ Русской православной церкви, епископ Камчатский, Курильский и Благовещенский.

## Биография
Родился в 1842 года в Туле в семье протоиерея Феодора Егоровича Дарского (1797 — после 1856), настоятеля Вознесенской церкви. В семье протоиерея Феодора было десять детей, Михаил был седьмым ребёнком.
Окончил Тульское духовное училище, затем Тульскую духовную семинарию. В 1864 году Михаил Дарский поступил в Московскую духовную академию, которую успешно окончил в 1868 году. Был определён на должность законоучителя мужской гимназии в Иркутске. Одновременно, он исполнял обязанности катехизатора Иркутского епархиального управления; в 1870 году стал членом епархиального комитета; 17 сентября 1871 года рукоположен в сан иерея.
С 19 октября 1880 года был назначен смотрителем Иркутского духовного училища, а 27 февраля 1881 года пострижен в монашество и 7 августа возведён в сан архимандрита с назначением начальником Иркутской духовной миссии, а также настоятелем Ниловой пустыни. С 1882 года — сверхштатный член Иркутской духовной консистории.
По ходатайству архиепископа Иркутского и Нерчинского Вениамина (Благонравова) 6 августа 1883 года император Александр III повелел назначить начальника Иркутской миссии архимандрита Макария (Дарского) вторым викарием Иркутской епархии с титулом «Киренский», а 8 августа — настоятелем Иркутского Вознесенско-Иннокентиевского первоклассного монастыря ; 9 октября того же года в Иркутске хиротонисан во епископа Киренского с оставлением за ним настоятельства в обители. Архиерейскую хиротонию совершили архиепископ Иркутский Вениамин и епископ Селенгинский Мелетий. Миссионерские труды снискали епископу Макарию заслуженное благоволение в глазах священноначалия: известно, что владыка был удостоен двух орденов — Св. Владимира 3-й степени и Св. Анны 1-й степени.
С 15 декабря 1899 года — епископ Селенгинский, первый викарий Иркутской епархии.
С 24 октября 1892 года — епископ Камчатский, Курильский и Благовещенский. По своей площади это была огромнейшая епархия, которая включала в себя, помимо Камчатки, Сахалина и Курил, все Приамурье и Приморье. Центр епархии находился в городе Благовещенск-на-Амуре.
В 1894 года по его инициативе в Благовещенске начало издаваться первое периодическое издание Амурской области — «Камчатские епархиальные ведомости». В конце марта этого же года в городах Благовещенск, Хабаровск, Николаевск, Петропавловск, селе Никольское открылись отделения Камчатского епархиального училищного совета.
По указу Святейшего Синода от 24 августа 1895 года было разрешено ежегодно 9 марта совершать празднование в честь иконы Божией Матери «Слово Плоть Бысть» и присвоение ей наименования «Албазинской».
В этом же году в Благовещенске открылись церковно-приходские школы при Кафедральном соборе, при строящейся кладбищенской церкви во имя «Вознесения Господня», Михайло-Архангельская церковно-приходская школа. В следующем году открыта домовая церковь при женской гимназии, отремонтированы первая церковь города — Никольская и домовая церковь в загородном архиерейском доме, отремонтирован и значительно расширен Кафедральный собор, на средства купца С. С. Шадрина заложен и начал строиться новый кирпичный Свято-Троицкий храм. В этом же году 22 сентября епископ Макарий освятил Вознесенскую церковь — вторую кирпичную церковь в Благовещенске, 2 октября освятил новое кирпичное здание лечебно-благотворительного общества для престарелых и немощных стариков и стариц, 12 октября присутствовал на молебне при открытии городского женского училища, 14 октября освятил церковно-приходскую школу в селе Белогорье. В 1897 году организовано общество вспомоществования недостаточным ученикам Благовещенской духовной семинарии и соединённого с ней духовного училища.
Во время своего правления совершил много путешествий по епархии, в одном из которых простудился и 7 (19) сентября 1897 года скончался. Погребён в кафедральном соборе Благовещенска, у правого клироса.
Как отмечал в 2021 году игумен Евфимий (Моисеев), «Его имя на сегодняшний день основательно забыто, и даже в таком авторитетном научном издании как „Православная энциклопедия“ отсутствует статья о нём. Упоминание об этом архиерее можно встретить лишь в немногочисленной специальной литературе, посвящённой истории Православия на Дальнем Востоке».